# Троленхаген
Троленхаген (њем. Trollenhagen) општина је у њемачкој савезној држави Мекленбург-Западна Померанија. Једно је од 53 општинска средишта округа Мекленбург-Штрелиц. Према процјени из 2010. у општини је живјело 955 становника. Посједује регионалну шифру (AGS) 13055069.

## Географски и демографски подаци
Троленхаген се налази у савезној држави Мекленбург-Западна Померанија у округу Мекленбург-Штрелиц. Општина се налази на надморској висини од 63 метра. Површина општине износи 17,8 km². У самом мјесту је, према процјени из 2010. године, живјело 955 становника. Просјечна густина становништва износи 54 становника/km².